# Thomas Brackett Reed

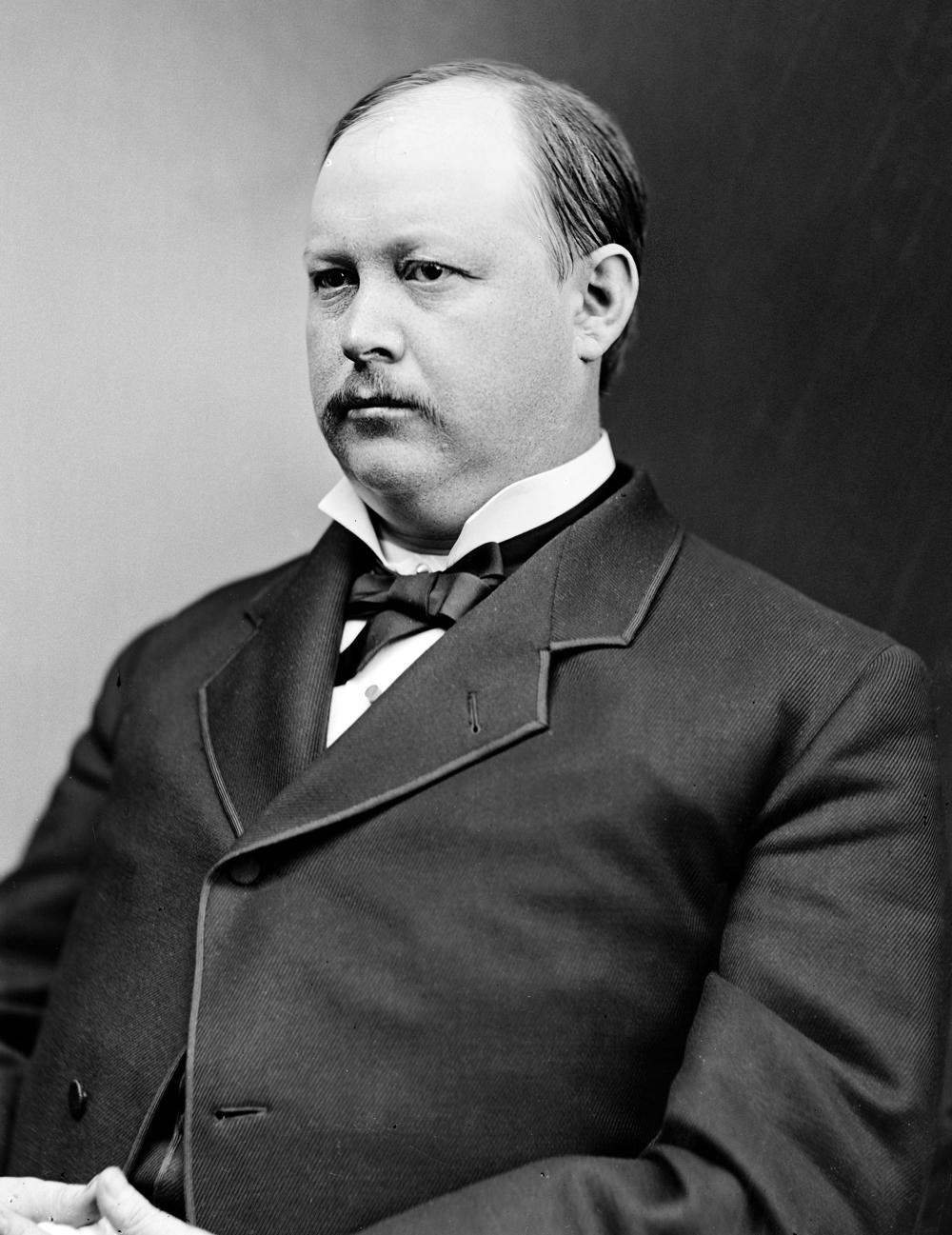

Thomas Brackett Reed (18 de outubro de 1839 - 7 de dezembro de 1902), ocasionalmente ridicularizado como Czar Reed, foi um membro da Câmara dos Representantes dos Estados Unidos por Maine, e presidente da Câmara de 1889 a 1891 e 1895 a 1899. Ele era um poderoso líder do Partido Republicano, mas foi incapaz de parar a Guerra Hispano-Americana.